# باودرویل، اور-ا-لوار
باودرویل (به فرانسوی: Baudreville) یک کمون (فرانسه) در فرانسه است که در canton of Janville واقع شده‌است. باودرویل ۱۳٫۰۳ کیلومتر مربع مساحت دارد ۱۴۷ متر بالاتر از سطح دریا واقع شده‌است.